# Portada Alta
Portada Alta es un barrio perteneciente al distrito Cruz de Humilladero de la ciudad andaluza de Málaga, España. Según la delimitación oficial del ayuntamiento, limita al norte con el barrio de Camino de Antequera; al este y al sur, con el barrio Polígono Carretera de Cártama; y al oeste, con el barrio de La Barriguilla.

## Historia
Portada Alta es un barrio humilde que tiene su origen en la construcción de mil viviendas sociales (grupo Sánchez Arjona) en el lugar ocupado por dos cortijadas a principios de los años sesenta, así como en otras construcciones posteriores de carácter público que hacen que el barrio gane en expansión territorial y delimitación urbana. 
 La mayoría de las viviendas del barrio datan de 1957. En los últimos tiempos, el barrio se ha ido extendiendo con viviendas próximas a la Universidad. 

## Lugares de interés social
Entre los recursos públicos más destacados del barrio podemos mencionar el Centro Ciudadano Portada Alta situado en calle Archidona nº 23, en donde los ciudadanos pueden realizar diversas actividades de interés público. Además, junto al Centro Ciudadano, encontramos el Mercado Municipal, donde hay tiendas bastante acogedoras.
Así como también dispone de un Centro de Salud, situado en la plaza José Bergamín.
Por otro lado, también encontramos recursos privados como la Clínica El Ángel o el centro residencial de la tercera edad Ballesol.Cerca de allí se encuentra el Centro Comercial Carrefour a la altura de la A7 y la prolongación Alameda también está el campo de fútbol que tiene el mismo nombre a la altura de la fuente de colores.

## Transporte
En autobús queda conectado mediante las siguientes líneas de la EMT:
| Línea | Trayecto                               | Recorrido | Frecuencia                              |
| ----- | -------------------------------------- | --------- | --------------------------------------- |
| 14    | Paseo de la Farola - Teatinos          | Recorrido | 11 minutos                              |
| 31    | Alameda Principal - Mainake            | Recorrido | 18-25 minutos                           |
| N4    | Alameda Principal - Puerto de la Torre | Recorrido | 23.30, 1.00 (Alameda) 0.15 (Pto. Torre) |

El 30 de julio de 2014, después de tres fechas previstas canceladas, se estrenó la Estación de Portada Alta para acceder al Metro y recorrer la Línea 1 (Metro de Málaga), cuya trayectoria une la zona de La Malagueta y El Palacio de Justicia.
La linea 4 y 19 es otra alternativa para llegar más rápido desde la estación de autobuses que te deja ha escasos metros de la barriada.
Desde la barriada el Palo se puede llegar con la linea 11 y desde Campanillas con la linea 25 que para por Comisaría de Policía de Málaga.
La linea 15 conecta Santa Paula y Virreina con Portada Alta y Carranque.
Aparte de las líneas del Consorcio de transporte de Málaga cómo los de Alhaurín,coin,Mijas,Cártama y Alora.

## Educación
La barriada Portada Alta cuenta con dos Colegios públicos de Educación Infantil y Primaria, el CEIP Ricardo León y el CEIP Antonio Machado. Además de un Instituto de enseñanza secundaria y bachillerato, el IES Portada Alta.
También cuenta con una guardería, Centro de Educación Infantil de Portada Alta, situada al lado de la Iglesia San Antonio de Padua. 
El IES Portada Alta celebró en el año 2015, su 25º aniversario desde que abrió sus puertas a la educación.
El CEIP Ricardo León, https://colegioricardoleon.org/ celebró su 50 aniversario en el año 2021. 

## Curiosidades
Del equipo de fútbol del barrio, perteneciente a la categoría de fútbol base, emergió Mario Rosas, el cual llegó a competir en la Primera División española en equipos como el FC Barcelona o el Deportivo Alavés.